# Wangdao Chen

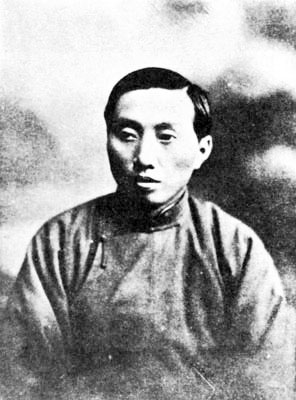
Chen Wangdao

Chen Wangdao (陈望道) (1891–1977) fue un destacado académico y educador chino.
Fue el primer traductor del Manifiesto Comunista al chino. Presidió la Universidad de Fudan de 1949 a 1977.